# Zhang Yi (Període dels Regnes Combatents)
En aquest nom xinès, el cognom és Zhang (張).
Zhang Yi (xinès tradicional: 張儀, xinès simplificat: 张仪, pinyin: Zhāng Yí, abans del 329  –  309 aC) va nàixer a Liang durant el període dels Regnes Combatents de la Xina. Va ser un important estrateg que va ajudar a Qin a dissoldre la unitat d'altres estats, i per tant, aplanà el camí a Qin per la unificació de la Xina. Va ser un defensor de l'aliança horitzontal, a diferència de Su Qin, ambdós sent partidaris de l'Escola de la diplomàcia. Guiguzi va ser el mestre de Zhang Yi.
Zhang Yi va estudiar sota la tutela de Guiguzi i va aprendre sobre polítiques i relacions exteriors. Després que Su Qin morí, Zhang va deixar a Gui Guzi, i arribà a l'Estat de Chu. I va patir una severa pallissa a Chu. Llavors va anar a l'estat de Qin en el 329 aC, i va veure al Rei Hui de Qin, que havia rebutjat abans a Su. El Rei Hui el va acceptar com un alt ministre.
Per eixe temps, la tàctica de l'aliança vertical de Su Qin encara influenciava en la Xina, i van formar una mena d'unitat entre els estats de Han, Zhao, Liang, Chu, Yan i Qi. Zhang oferí idees al Rei Hui sobre fer amistat amb Wei i Yan per tal de trencar l'aliança, les quals Hui amablement va acceptar. Hui va decidir fer-li el primer ministre de l'estat.
En el 314 aC, la guerra civil va esclatar a Yan. El Rei Xuan de Qi va atacar Yan i va assassinar al Rei de Yan. El Rei Huai de Chu, que n'era el cap de l'aliança vertical, es va aliar amb Qi. L'aliança Qi-Chu provocaria una gran amenaça per la unificació de Qin. Hui va manar a Zhang per debilitar la dita aliança. Zhang primer va cridar l'atenció del rei de Chu per atorgant-li regals cars al seu oficial favorit, Jin Shang. Després va arribar a un acord amb Huai. Convingueren que Huai posaria fi a la seva aliança amb Qi si Qin en tornava 600 li de terra que Qin havia anteriorment pres a Huai. Huai va acceptar immediatament malgrat l'escepticisme del seu oficial Chen Zhen pel que fa a la fiabilitat de Zhang. Quan Huai va manar un missatger a Xianyang per recuperar la terra, Zhang li donà a Chu sis li de la seva pròpia terra, i va afirmar que havia dit 'sis li' de la seva pròpia terra en lloc dels sis-cents li del territori de Qin com havia promès. Chu va anar a la guerra amb Qin. Qin va derrotar a Chu i va exigir uns nous sis-cents li de terra.
Zhang repetidament va negociar amb Han, Zhao, Wei, Chu, Yan i Qi, destruint així les seves relacions amb l'aliança horitzontal, i aplanant el camí per a la unificació de Qin de la Xina.